# Pílum

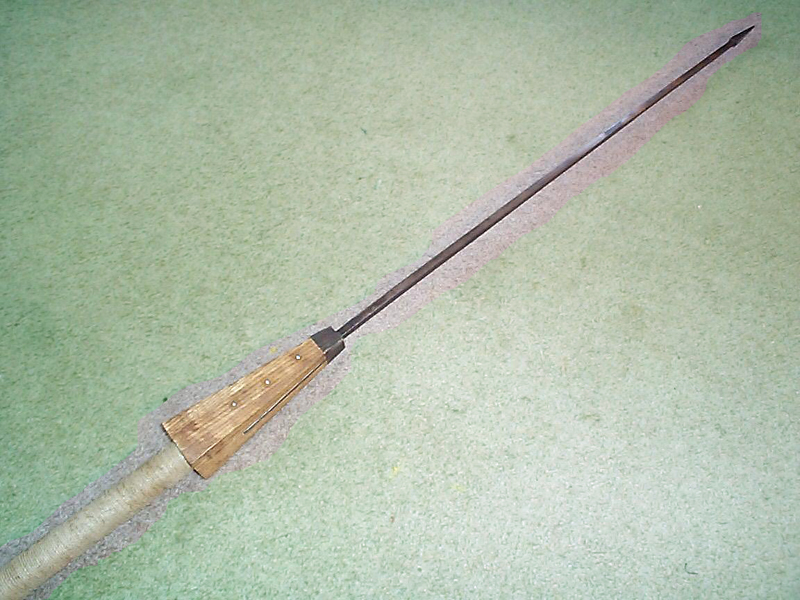
Reconstrucció d'un pílum després de les Reformes de Màrius

El pílum (llatí: pilum; en plural pila) era una javelina pesant utilitzada per l'exèrcit romà en l'antiguitat. A diferència de les javelines, més lleugeres, i les llances més pesants, el pílum era una llança dissenyada per ser llançada abans del combat cos a cos. Altres pobles de l'antiguitat també utilitzaren armes d'aquest tipus, com els celtes (gaestum) o els ibers (falarica). En general, el pílum va anar patint diverses modificacions al llarg de la història; tot i així, es van mantenir dos models, el pílum pesant i el lleuger.
El pílum mesurava uns dos metres de llarg, estava constituït per un mànec de ferro d'uns 7mm de diàmetre i 60 cm de llarg i a l'extrem hi havia una punta en forma piramidal. Acostumava a pesar entre dos i cinc quilos; en les diferents versions produïdes durant l'Imperi va ser una mica més lleuger. A la vegada s'ha arribat a suggerir que en algunes versions el pílum incorporava una bola de plom per augmentar-ne el poder de penetració però no se n'han trobat mostres arqueològiques.

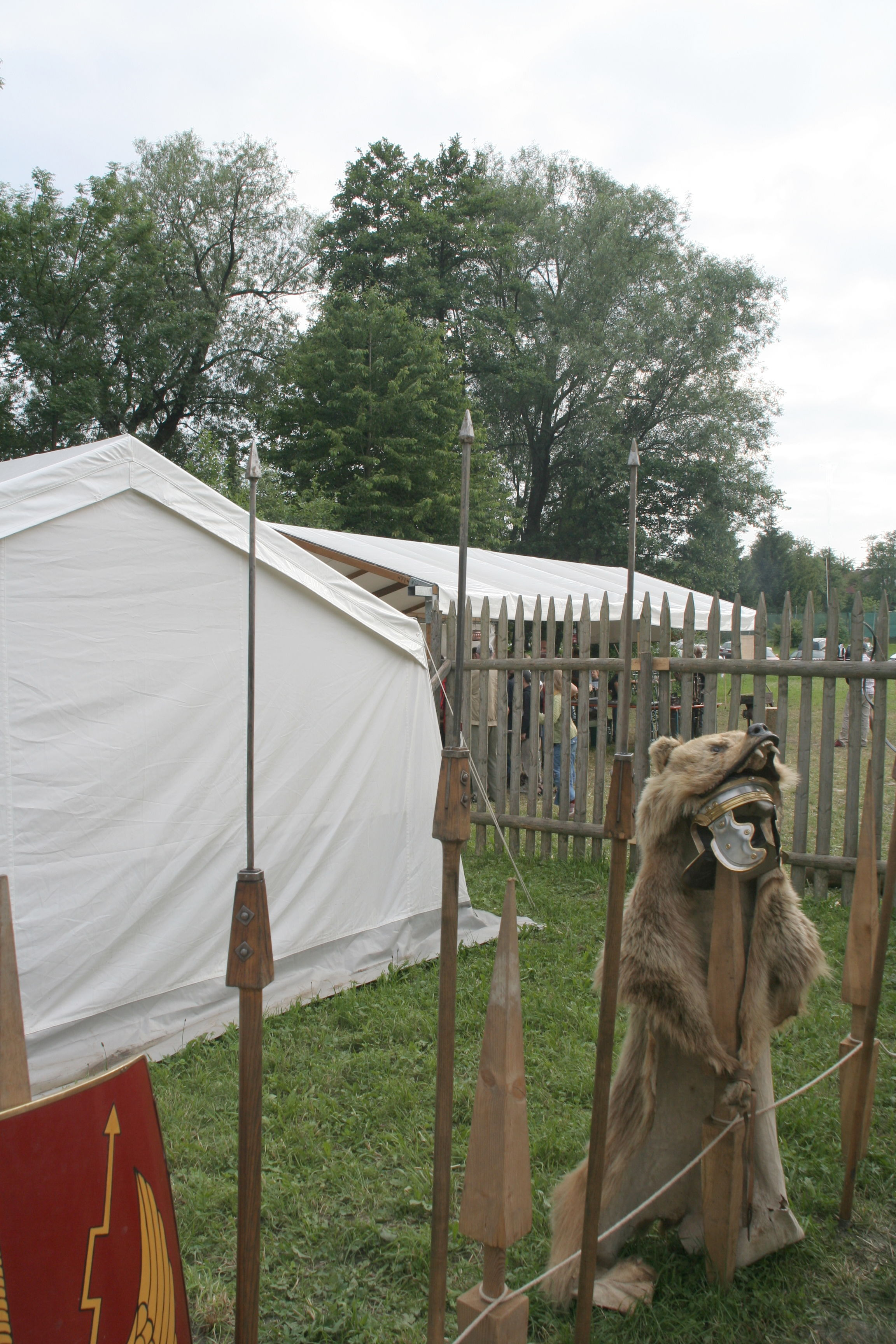
Tres pílums clavats a terra.

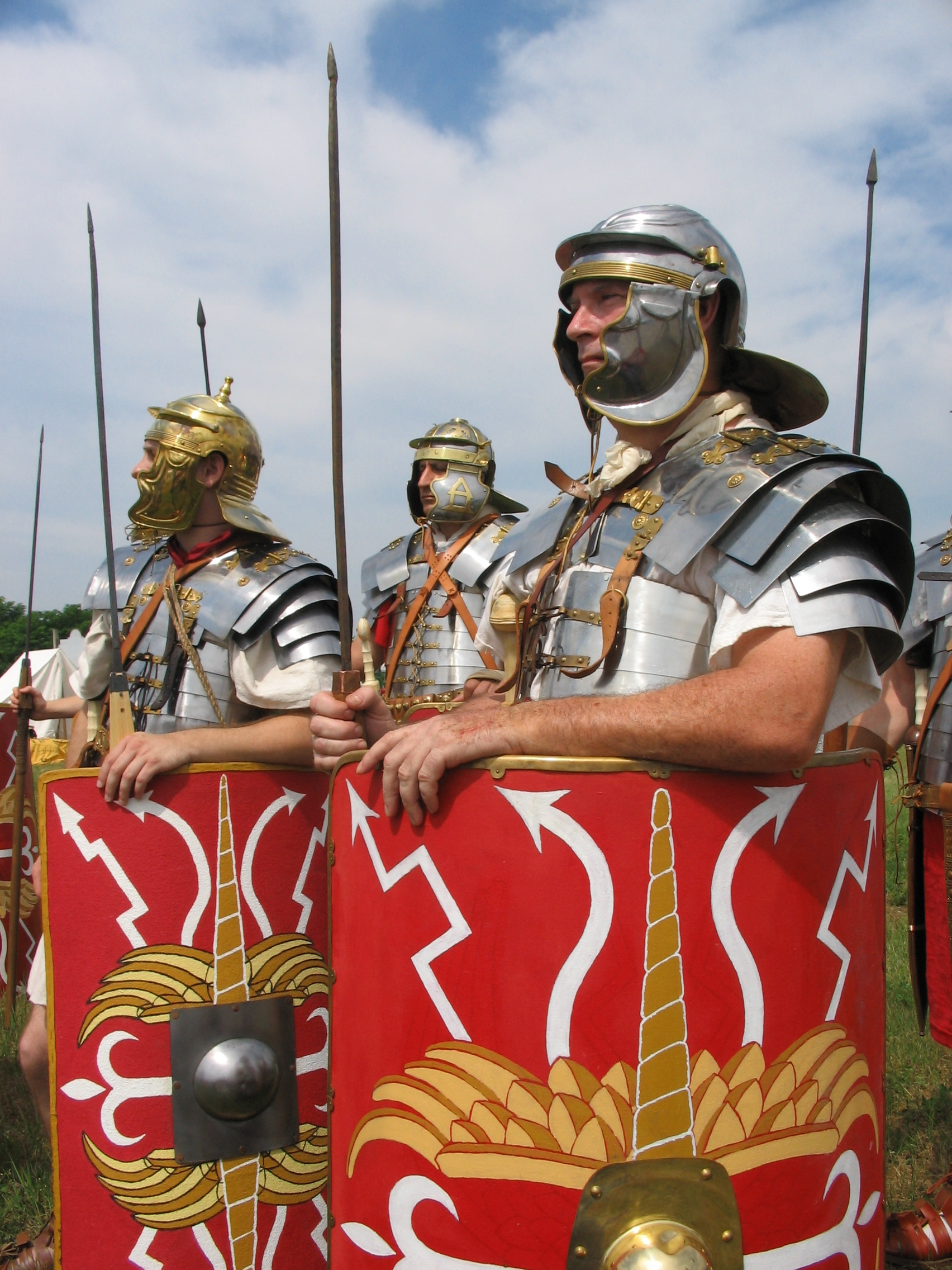
Legionaris romans sostenint pílums

Els legionaris de la República tardana i de l'inici de l'Imperi solien dur dos pílums, sent un més pesat que l'altre. La tàctica estàndard per utilitzar el pílum era en llançaments massius quan l'enemic estava situat a uns 30 metres per tot seguit carregar amb el gladius (l'espasa romana). El pílum també podria ser utilitzat en el combat cos a cos com una llança o bé com una barrera contra els atacs de cavalleria.
| «                         | "I les primeres quatre línies de la formació han de ser llancers. I el primer de la fila ha d'estar ben subjectat, per tal que quan els enemics estiguin a prop d'ells, puguin empènyer les puntes de ferro de la llança al pit dels cavalls. Els que estiguin en la segona, tercera i quarta fila de la formació han de tenir les seves llances a punt per empènyer si és possible, ferint i matant els cavalls dels genets i clavar la llança a l'armadura pesada del genet. Les files següents han de ser de javaliners." | » |
| — Arrià contra els alans. | |   |

El pílum també s'utilitzava en les petites guàrdies per protegir el portador i poder-lo utilitzar com a arma de cos a cos, tot i que no era el més comú.